# 克林德
克莱门斯·冯·克林德男爵（德語：Clemens August Freiherr von Ketteler，1853年11月22日—1900年6月20日），是1900年义和团事变期间在北京街头被清军杀死的德國駐華公使。克林德被殺違反了國際法（如清廷熟悉的《萬國公法》）中「外交人員人身不可受侵犯」的原則。这一轰动事件成为引爆八国联军之役的導火線之一。

## 早年
克林德於1853年11月22日出生於德國西部明斯特的一個貴族明斯特家庭。他是卡西莉·馮·勒克·德·維滕（Cäcilie von Luck und Witten，1822-1908年）和奧古斯特·約瑟夫·馮·克林德（August Joseph von Ketteler，1808-1853年）的兒子，後者在他出生前不久去世。
他的叔叔威廉·伊曼紐爾·弗賴赫爾·馮·凱特勒是一位神學家和中間派政治家，曾擔任美因茨大主教，在文化鬥爭期間遭到了俾斯麥政府的迫害。他的侄子、同樣也是外交官的威廉·弗賴赫爾·馮·凱特勒（Wilhelm Freiherr von Ketteler）因反對希特勒而於1938年在維也納被納粹黨衛軍安全部門殺害。他的另一位親戚（叔叔）是法國元帥路易斯·弗朗謝·德斯佩雷。
克林德1873年從明斯特和科斯費爾德畢業後，凱特勒進入普魯士軍隊服役，直到1882年被任命加入德意志帝國外交使團。1880年至1889年間，他在德國駐廣州和天津領事館擔任翻譯。1889年回德。之後去往美国華盛頓特區（1892年－1896年）和墨西哥（1896年－1899年）任职，1897年他與美国密歇根中央铁路公司總經理的女兒莫德·萊亞德（Maude Ledyard）結婚。

## 駐清公使
1899年4月他再到中国，升任德意志帝国驻大清公使。1900年5月31日至6月3日，八國警衛約400人進入北京保護使館區及西什庫教堂。6月6日，直隸總督裕禄电告总理衙门，称義和团民自焚毁铁路电杆之后愈加猖獗，明目张膽，不服劝谕，也在天津焚杀教民；虽芦保、津芦铁路有兵分守，仍肆意焚毁，在各处拆毁教堂，各国洋人已甚忧愤，“而天津租界之洋人尤感惊恐，屡以中国办理太鬆，欲派兵助剿为言，此时我军自行剿办，尚可操纵自如，若至外人干预，则事更难措手”，目睹现在情况，拳民断非劝导所能解散，“趁此匪势初起，必须剿抚并用，尚可剋期而定”。
6月10日，义和团大规模开进北京，而北京與外界的電報通訊因電線桿被義和團破壞而中斷。各國政府因無法與使館聯絡而商組聯軍進京保衛使館。6月11日，发生日本使館書記杉山彬在永定門外被甘軍杀死的事件，同日列強在天津組成聯軍先遣隊前往北京，途中遭到清軍及義和團的阻擊。
6月16日，前門一帶約千家（一說四千家）商舖被義和團民燒成廢墟。慈禧召開御前會議後，亦曾發出勒令解散拳民的上諭。不料到了翌日（6月17日）收到洋人出兵的同時還要求她歸政於光緒帝的虛假情報。於是慈禧態度作出180度轉變。

## 遇害

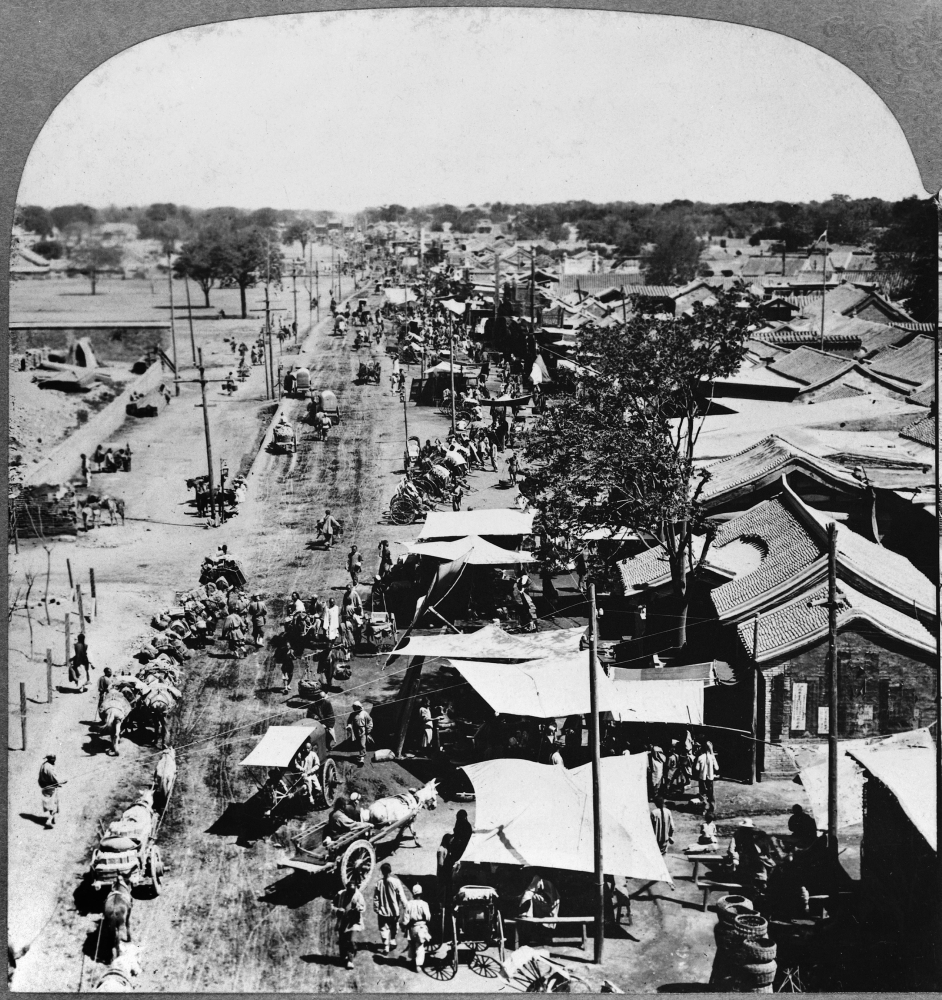
俯瞰克林德遇刺現場，1902年

6月19日，清政府总理衙门照会各国驻华使节「限二十四小时內各國一切人等均需离京」。当晚，各国公使联名致函总理衙门，以路途安全无保障为由，要求延缓离京日期，并要求次日上午9时前给予答复。
6月20日上午8时，克林德未能说服各国公使一同行动，遂独自帶同翻译柯达士乘轿从东交民巷使馆，前往东单牌楼北大街东堂子胡同总理衙门（现为中華人民共和國公安部人民来访接待室）交涉。克林德決定不帶四名德國衛兵，兩乘轎子只有兩名沒有武裝的馬伕隨行。柯達士看到克林德腰上沒有掛平常帶的左輪手槍，也就沒有帶槍。途中走到东单牌楼北大街西总布胡同西口（距东堂子胡同只隔一条石大人胡同（今外交部街）），為正在巡逻的神机营（就在距此不远的煤渣胡同今基督教青年会（中华圣经会旧址）处）霆字枪队章京恩海擊斃，柯达士受伤，轎伕逃走。據前導馬伕劉玉成事後對德國政府的供詞，他聽到幾聲幾乎是同時的槍響，回頭看到一隊清軍手持步槍，憤怒的推撞克林德的轎子，而克林德在轎子中一動不動。

## 事後

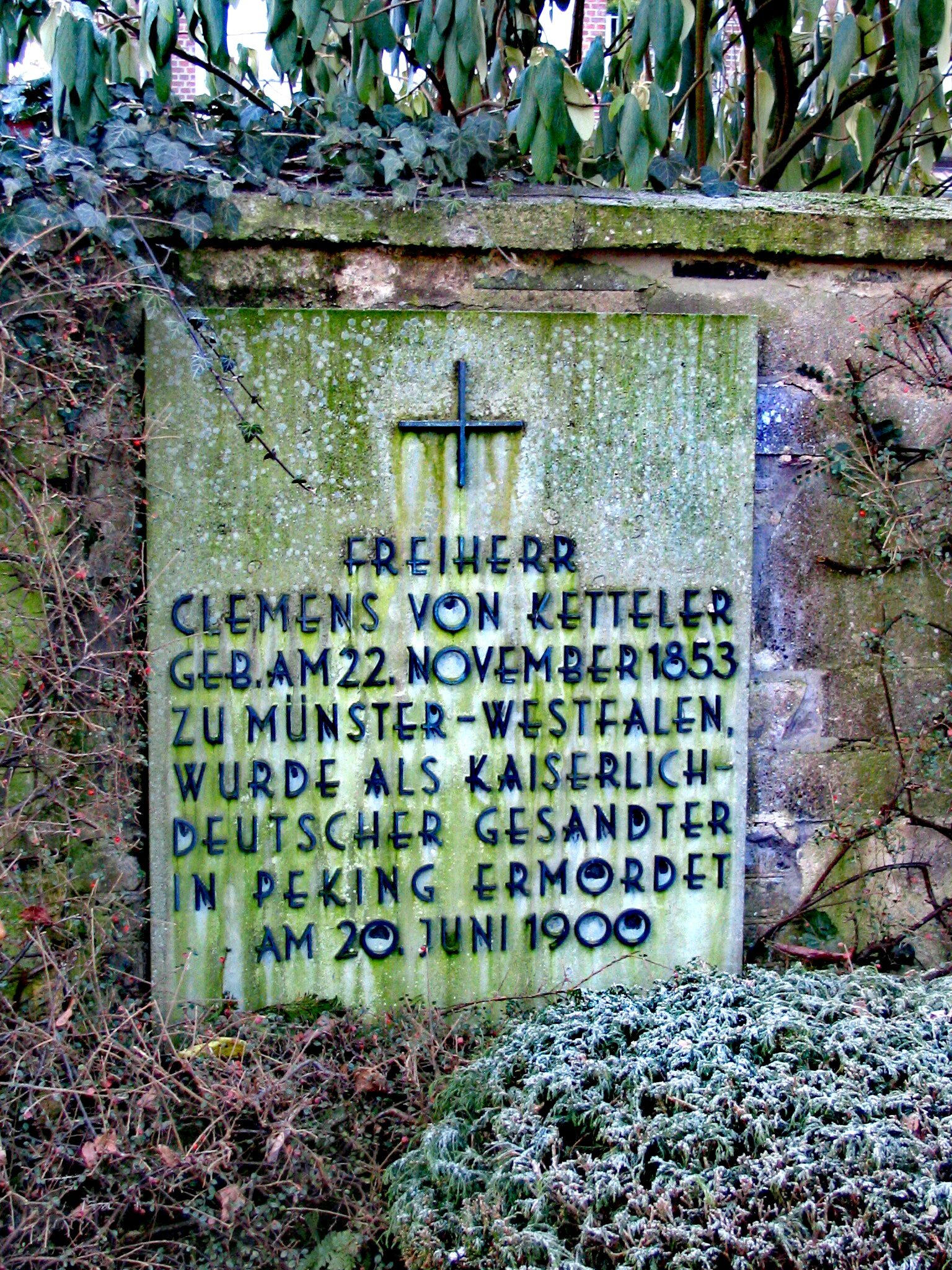
德國明斯特中央公墓的克林德墓

6月21日，清政府向英國、美國、法國、德國、義大利、日本、俄國、奧匈、西班牙、比國、荷蘭十一國同時宣戰。在清廷向各國宣戰的同時，也懸賞捕殺洋人，規定“殺一洋人賞五十兩；洋婦四十兩；洋孩三十兩”。義和團及朝廷軍隊圍攻各國在北京的使館。
克林德被殺事件发生后，德国皇帝威廉二世决意报复中国，正式派遣2万多人的对华远征军，由瓦德西元帅指挥。不過這支部隊尚未抵達中國，戰爭已經結束。

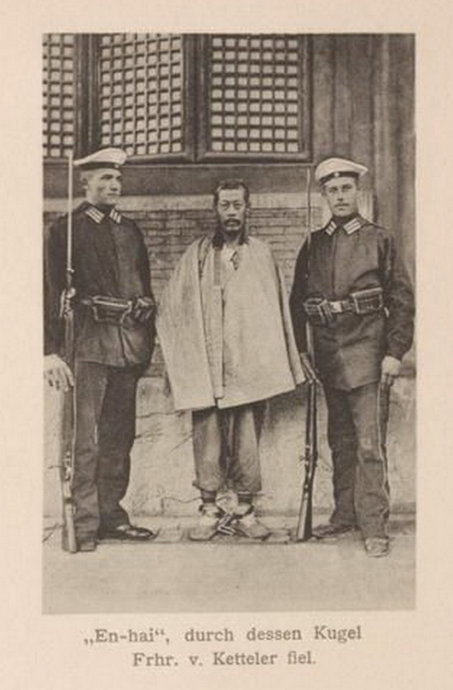
被捕後的恩海

擊斃克林德的神机营章京恩海被德國判處死刑，1900年12月31日，依中國慣例斬首。

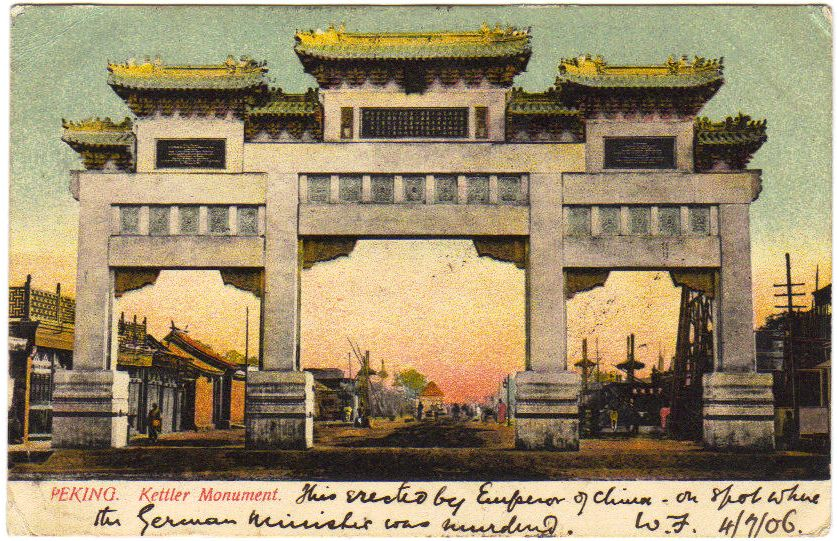
克林德碑明信片，1906年

1901年清朝战败以后，与11国签订辛丑条约，第一款就是：清廷派醇亲王载沣（1883年―1951年，光绪之弟、溥仪之父）赴德国就克林德公使被杀一事向德国皇帝道歉，并在克林德被杀地点修建一座品级相当的石牌坊。1901年9月4日，专使醇亲王载沣在柏林代表大清國向德国皇帝道歉。“克林德碑”牌坊横跨在繁华的东单北大街上，于1901年6月25日开工，1903年1月8日竣工，是汉白玉蓝琉璃瓦庑殿顶式，形制是四柱三间七楼，碑文用拉丁语、德语、汉语三种文字，表达清朝皇帝对克林德被杀的惋惜。1918年11月11日，第一次世界大战结束，德国战败，1918年11月13日，中華民國北京政府将牌坊迁往中央公园（今中山公园），将坊额改为“公理战胜”，但规模缩小为三楼。1920年7月4日，中華民國北京政府在中央公园内为新落成的纪念坊举行落成典礼。1953年10月，亚洲太平洋地区和平会议在北京召开期间，再次改名为保衛和平坊。